# Chevrolet Corvette Rondine
Der Chevrolet Corvette Rondine (alternativ: Pininfarina Rondine) ist ein fahrtaugliches Show Car, das 1963 auf der Basis des Großseriensportwagens Chevrolet Corvette C2 entstand. Verantwortlicher Designer war Tom Tjaarda, der das Coupé für das Turiner Studio Pininfarina gestaltete. Der Rondine blieb ein Einzelstück. Er gilt als Ikone des Automobildesigns und beeinflusste maßgeblich die Form des Fiat 124 Sport Spider; Detaillösungen wiederholte Tjaarda auch bei einigen Ferrari-Sportwagen der 1960er-Jahre.

## Entstehungsgeschichte
Die Initiative zum Bau des Rondine ging vom Großserienhersteller Chevrolet aus, der im Sommer 1962 die zweite Auflage des Corvette (C2) auf den Markt gebracht hatte. Bill Mitchell, der Designchef von General Motors, beauftragte Pininfarina im Herbst 1962 mit einer „europäischen Interpretation“ der Corvette. Dort übernahm der aus den USA stammende Designer Tom Tjaarda, der seit 1959 in Turin arbeitete, die Gestaltung des Coupés.
Das Auto wurde im Laufe des Jahres 1963 konzipiert und gebaut. Es erhielt die Bezeichnung Rondine (italienisch für Schwalbe). Der Rondine wurde im Oktober 1963 auf dem Pariser Autosalon in petrolfarbener Metalliclackierung erstmals der Öffentlichkeit vorgestellt. Hier hatte er ein knappes, an A- und B-Säulen befestigtes Dach mit fast senkrechter Heckscheibe. Dieses Designmerkmal wurde von der Presse in Paris vielfach kritisch gesehen. Tjaarda überarbeitete daraufhin die Heckpartie. Der Wagen erhielt im Winter 1963/64 eine große hintere Panoramascheibe. In dieser Form präsentierte Pininfarina ihn im März 1964 auf dem Genfer Auto-Salon. Die Panoramascheibe blieb in den folgenden Jahrzehnten erhalten. Pininfarina behielt das Auto und stellte es zeitweise im Werksmuseum aus, bis es im Januar 2008 bei einer Auktion in Scottsdale, Arizona, für 1,6 Mio $ an einen privaten Sammler verkauft wurde.

## Beschreibung
Der Rondine ist ein zweisitziges Coupé, das im Gegensatz zum Corvette C2, der seine technische Basis bildet, keine Kunststoff-, sondern eine Stahlkarosserie hat.

### Design

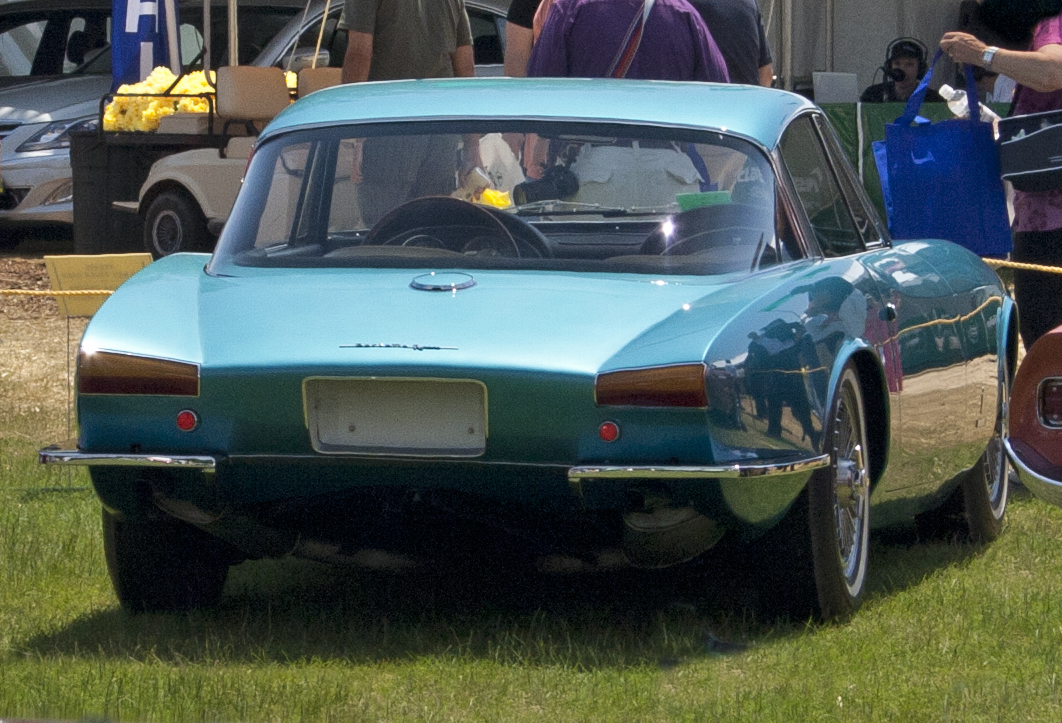
Zweite Version der Heckpartie

Der Rondine hat längere vordere und hintere Überhänge als der Corvette C2 und ist damit insgesamt länger als das Basisfahrzeug.
Die Frontpartie fällt nach vorn ab. Der Rondine hat runde Doppelscheinwerfer, deren obere Teile im Ruhezustand durch eine in Wagenfarbe lackierte Kappe halb verdeckt sind. Beim Einschalten der Beleuchtung hebt sich die Klappe und gibt die Scheinwerfer vollständig frei. Zwischen den Scheinwerfern befindet sich die mit schlichten waagerechten Streben verkleidete Kühleröffnung, die die Stoßstangen durchbricht.
Ein besonderes Gestaltungselement ist die Falzlinie an den Wagenflanken, an der sich das Licht bricht. Im vorderen Bereich verläuft die Linie waagerecht über den Radausschnitten und teilt die Kotflügel in einen oberen und einen unteren Teil. Vor den Türgriffen steigt die Lichtkante in einem Hüftschwung an, um dann oben auf dem hinteren Kotflügel entlang und um das obere Ende des Kofferraums herum zu verlaufen. Durch diese Gestaltung wirkt der vordere Teil des Wagens niedriger als das Heck, obwohl die Gürtellinie tatsächlich weitgehend waagerecht ist.
Die hinteren Kotflügel fallen am Heck nach innen ein und sind in einem anderen Winkel geneigt als die Kofferraumabdeckung. Dieses Element zitiert – in deutlich reduziertem Maße – die Form der Heckflossen der 1959er Buick- und Chevrolet-Modelle. In einigen Publikationen wird diese Heckgestaltung „Schwalbenschwanz“ genannt.
Die hintere Dachpartie wurde nach Vorstellung des Rondine grundlegend modifiziert. In der ursprünglichen Fassung von 1963 hatte das Auto keine hintere Panoramascheibe. Den hinteren Abschluss des Dachs bildete eine dünne B-Säule mit seitlich verchromten Blenden, die direkt an die Türen anschloss. Die B-Säule war einwärts geneigt, verlief also parallel zur A-Säule und hatte einen oberen Überhang. Diese Gestaltung war typisch für einige Continental-Modelle des Ford-Konzerns der Jahre 1958 bis 1960, fand sich aber auch beim französischen Citroën Ami 6 und beim britischen Ford Anglia 105E. Durch diese Gestaltung wirkte das Dach „kleiner, leichter und lichtdurchflutet“. Nach anhaltender Kritik änderte Tjaarda im Winter 1963/64 die hintere Dachgestaltung; das Auto erhielt eine große Panoramascheibe.

### Technik
Der Rondine hat die Antriebstechnik und das Chassis der Corvette C2 ohne Modifikationen. Der Radstand ist unverändert. Als Antrieb dient ein Achtzylinder-V-Motor von Chevrolet mit 5358 cm³ Hubraum und einer Leistung von 365 SAE-PS.

## Einfluss des Designs
Vor allem die schwungartig ansteigende seitliche Lichtkante wie auch die einfallende Heckpartie wurden zu Markenzeichen der Arbeit Tjaardas, der diese Elemente in den 1960er-Jahren an verschiedenen Serienfahrzeugen und Einzelstücken wieder aufgriff.

### Fiat 124 Sport Spider
Am deutlichsten ist die Verwandtschaft zum Fiat 124 Sport Spider, der ab 1966 fast 20 Jahre lang in großer Serie hergestellt wurde und dessen Design als Weiterentwicklung des Rondine gilt. Lichtkante und einfallende Heckpartie finden sich auch beim Fiat Spider. Die aufwendige Frontgestaltung des Rondine übernahm Fiat allerdings aus Kostengründen nicht in die Serienfertigung. Stattdessen formte Tjaarda die Frontpartie nach dem Vorbild des  Ferrari 275 GTS. Auch die Heckpartie des Fiat ist in Details einfacher gestaltet. Tjaarda erklärte 40 Jahre nach der Markteinführung, dass er den 124 Sport Spider gern näher an die Optik des Rondine angelehnt hätte.

### Ferrari und Lancia
Die einfallende Heckpartie übernahm Tjaarda auch für den Ferrari 275 GTS (1964) sowie dessen Nachfolger 330 GTS (1966) und für den nur in wenigen Exemplaren hergestellten 365 California Spyder (1966). Eine weiterentwickelte Form dieser Heckgestaltung findet sich außerdem beim Lancia Flaminia Speciale Pininfarina, einem Einzelstück für Battista Farina von 1963, und bei einigen weiteren Unikaten oder Studien.

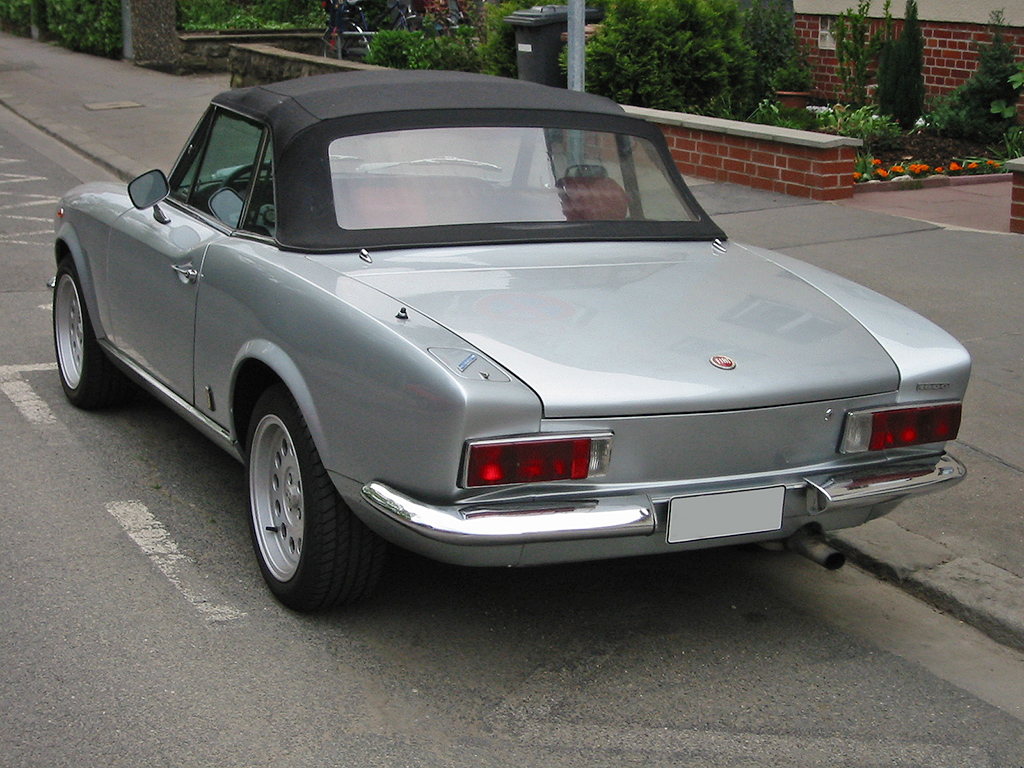
Fiat 124 Sport Spider
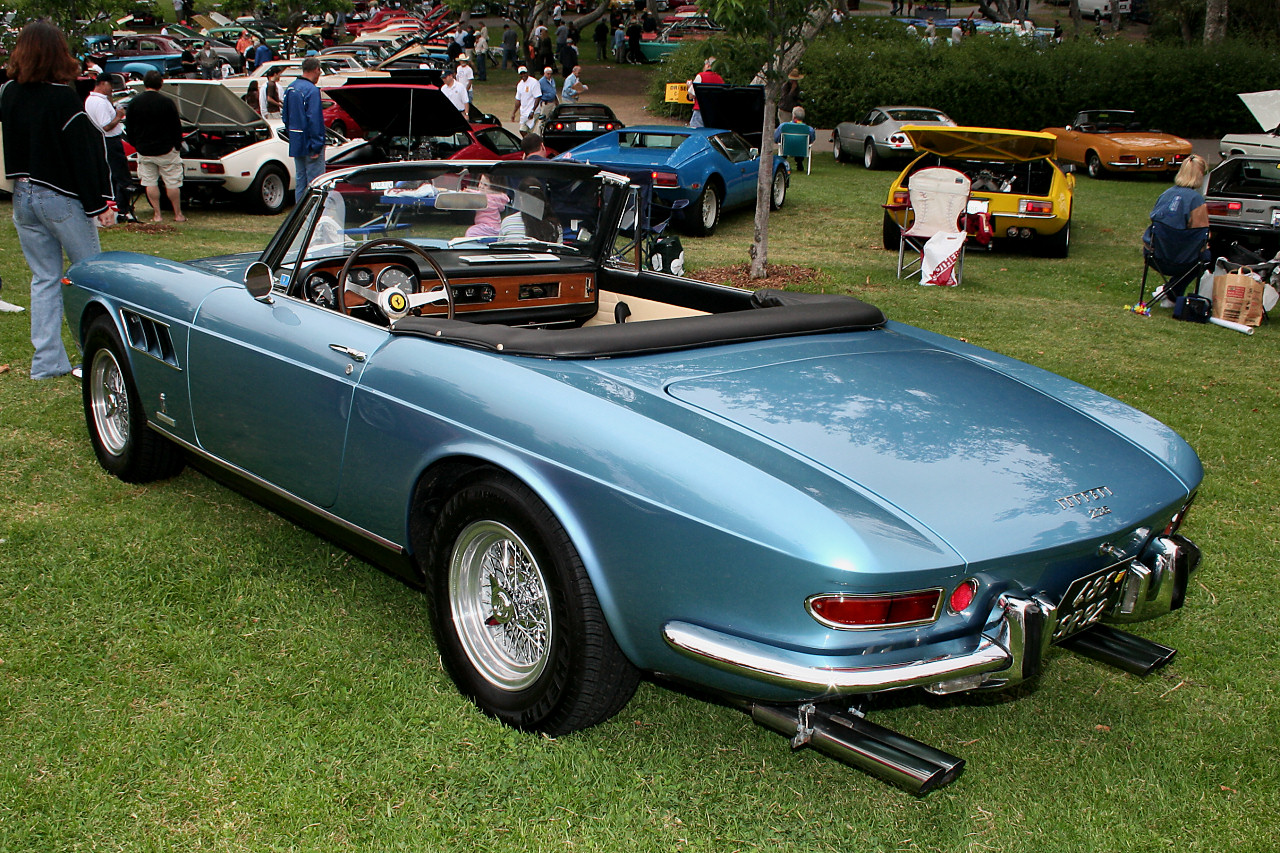
Ferrari 275 GTS
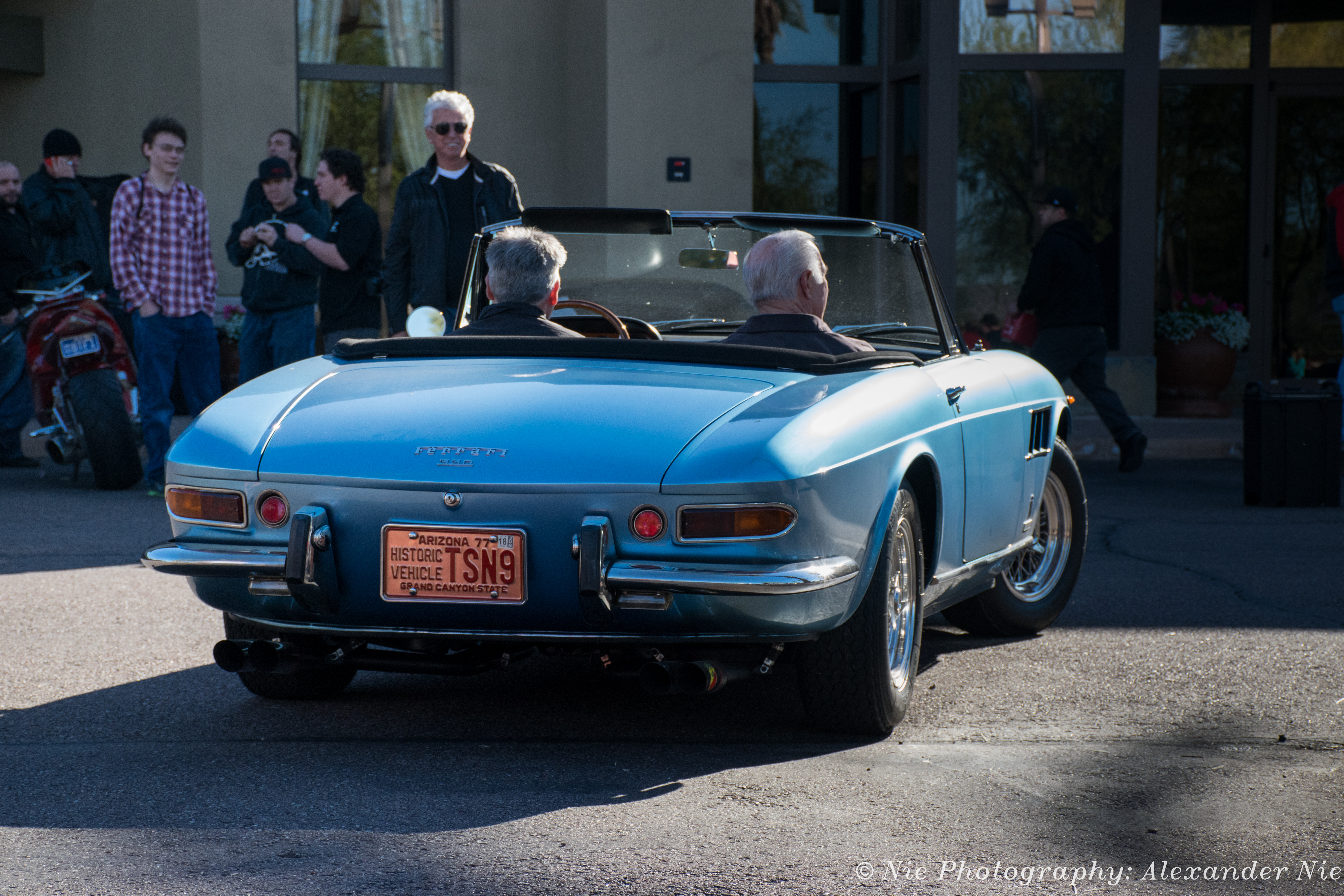
Ferrari 330 GTS
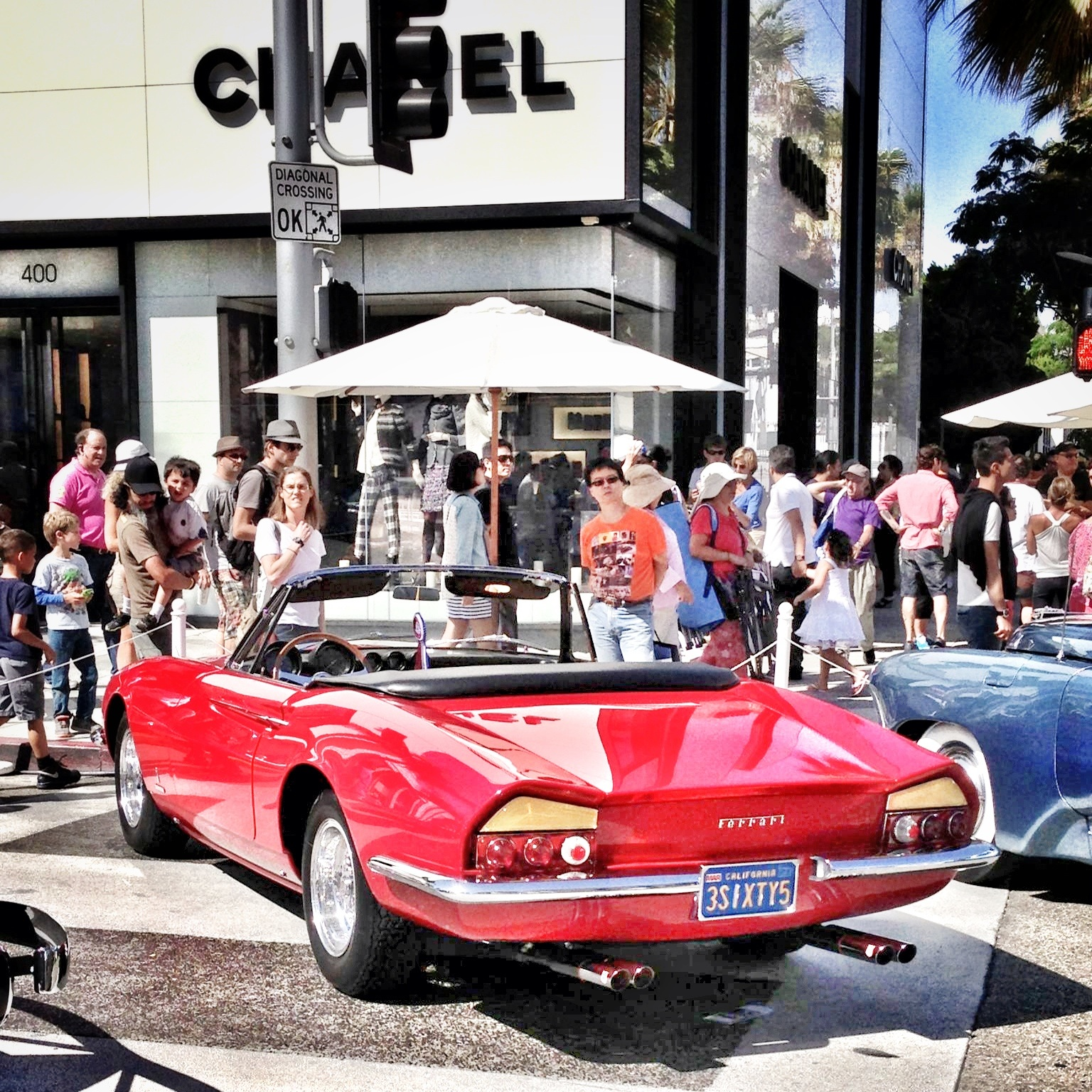
Ferrari 365 California Spyder
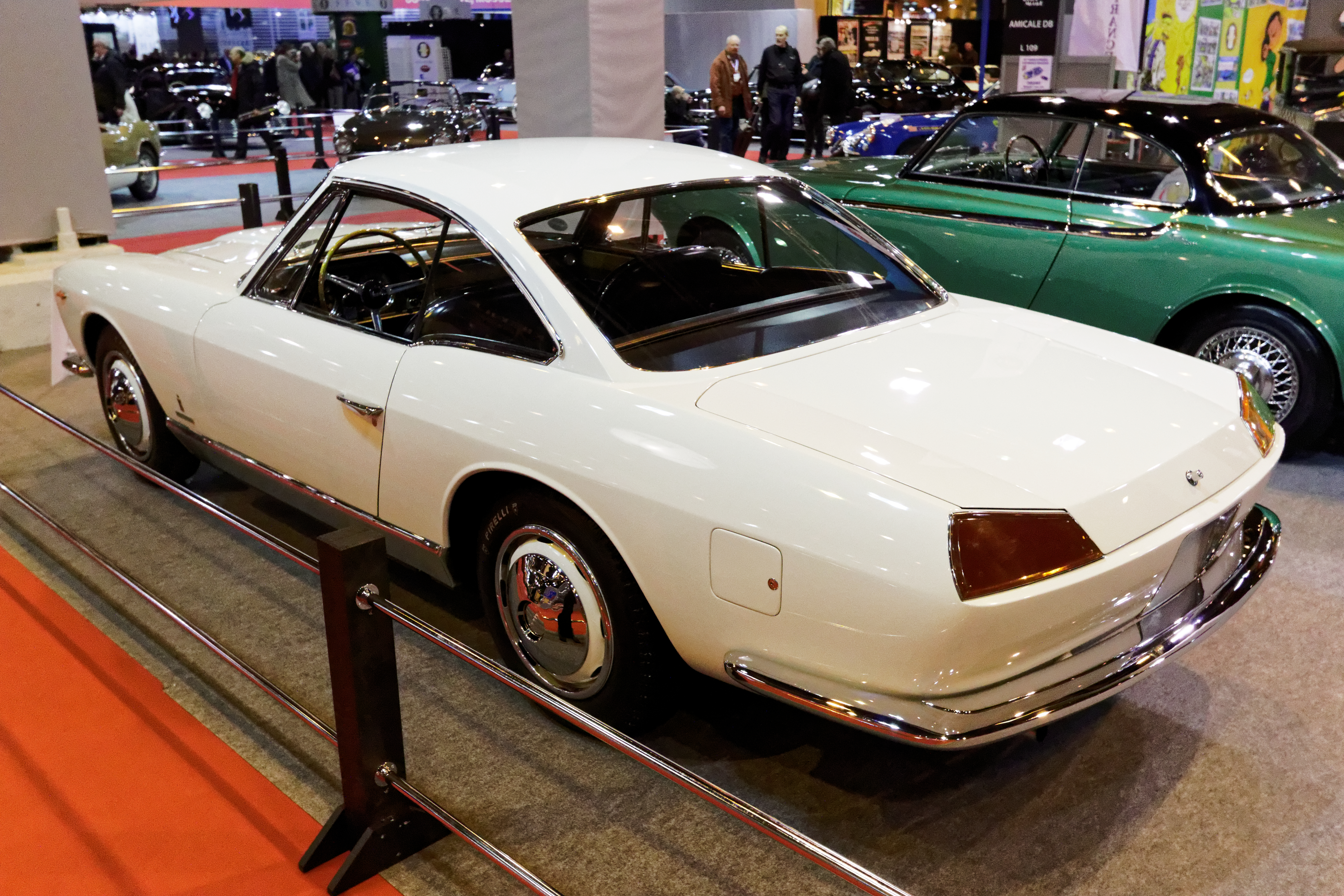
Lancia Flaminia Speciale Pininfarina

## Fiat 124 Spider Rondine

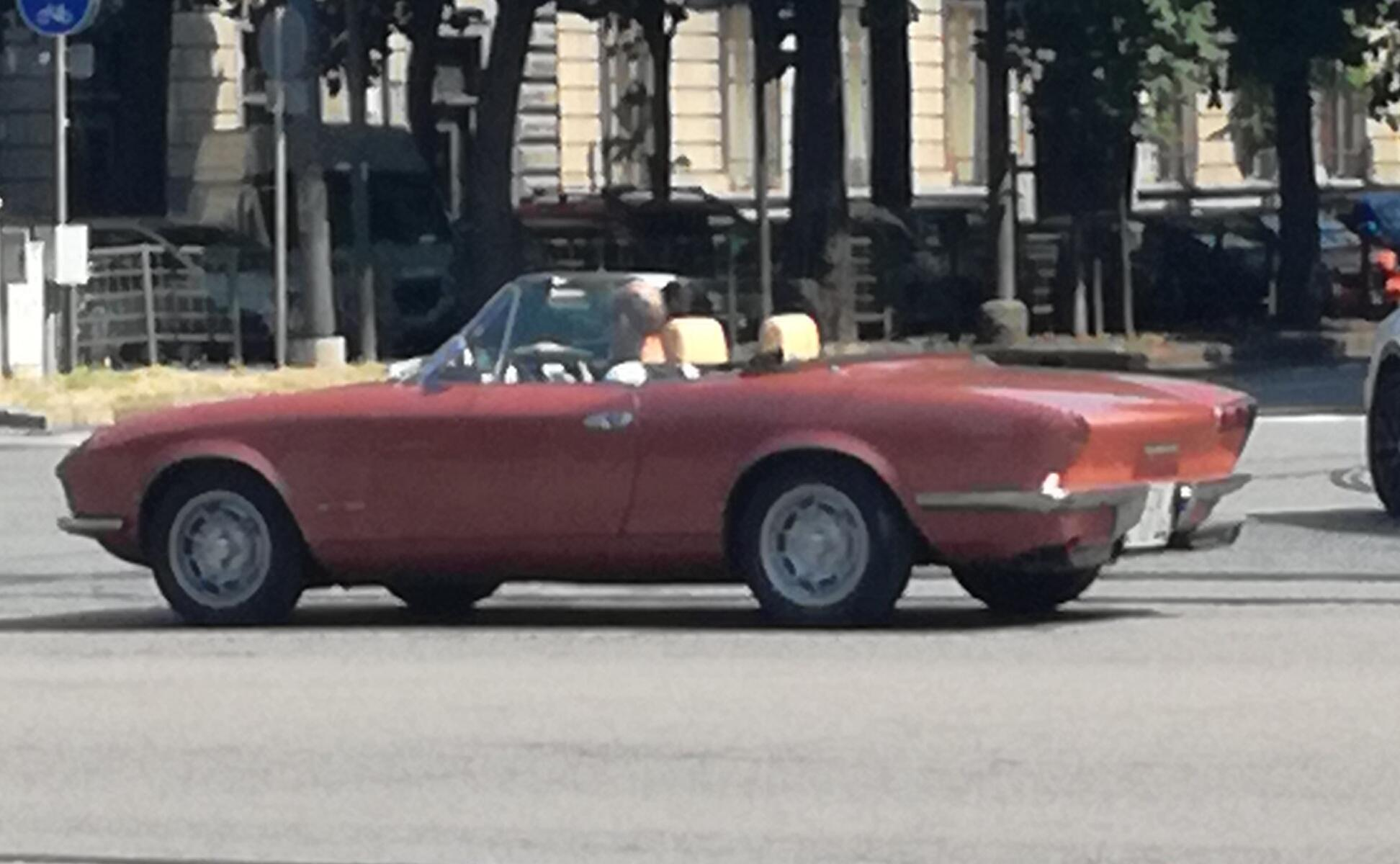
Fiat 124 Spider Pininfarina Rondine

Von 2008 bis 2013 entstand auf Initiative des Turiner Rechtsanwalts Filippo Disanto ein Fiat 124 Spider, dessen Karosserie enger an das Rondine-Design angeglichen ist als die des Serien-Spider. Tom Tjaarda war eng in die Arbeiten eingebunden; er sollte das Auto seinen ursprünglichen Plänen entsprechend gestalten. Grundlage war ein 1979er Spider, der aus den USA nach Italien reimportiert worden war. Das Auto erhielt eine leicht verlängerte Frontpartie und Scheinwerferabdeckungen im Stil des Rondine. Die hinteren Kotflügel sind stärker ausgeprägt, und die Heckleuchten sind hochgesetzt und in das Heckabschlussblech integriert. Das in einem Bronzeton lackierte Auto ist seit 2015 fahrtauglich. Im Anschluss an den Spider bauten Disanto und Tjaarda ein weiteres Auto zu einem Coupé um; auch dieser Wagen setzt Tjaardas Entwürfe aus den 1960er-Jahren um.